# 趙瑛 (天順進士)
趙瑛（1430年—？），字彥華，錦衣衛軍人，明朝政治人物。進士出身。

## 生平
順天府鄉試第三十二名。天順元年（1457年）丁丑科會試第二十九名，殿試登進士第二甲第六十七名。

## 家族
曾祖趙成，曾任前正千戶。祖父趙祥。父亲趙敬。